# Židovský hřbitov v Libáni
Židovský hřbitov se nachází na jižním okraji města Libáň v okrese Jičín jako součást městského hřbitova. V otevírací době je volně přístupný.

## Historie a popis
Hřbitov byl založen roku 1910 v dnešní Lindnerově ulici jako oddělení městského hřbitova zrovna vznikajícího u silnice vedoucí jižním směrem na Psinice. V této západní části areálu byla brzy vybudována i pseudobarokní obřadní síň, jež byla, která byla v roce 1941 změněna na pohřební síň a na přelomu 20. a 21. století zrekonstruována. Také čtrnáct židovských náhrobních kamenů s nápisy z let 1914-1948 je v současné době v péči městského hřbitova.
Po druhé světové válce začala být část židovského oddělení využívána jako urnový háj. Poslední obřad zde proběhl v roce 1949.